# Jean Halgrin d'Abbeville
Jean Halgrin d'Abbeville (Abbeville, 1180 circa – Roma, 28 settembre 1237) è stato un arcivescovo cattolico e cardinale francese.
Era figlio di Guglielmo di Abbeville e di Ida di Boubers.

## Biografia
Jean Halgrin, dopo essere entrato nell'ordine di San Benedetto a Cluny, studiò presso il collège de Cluny a Parigi e fu condiscepolo di Ugolino dei conti di Segni, il futuro papa Gregorio IX. Divenne professore di teologia presso l'università di Parigi, priore del priorato di Saint-Pierre-et-Paul d'Abbeville, canonico della collegiata di San Vulfranno ad Abbeville e canonico e decano del capitolo di Amiens. Fu nominato arcivescovo di Besançon nel 1225. Fu promosso patriarca latino di Costantinopoli nel 1226, ma meno di un anno dopo rinunciò all'incarico, probabilmente per motivi di salute.
Papa Gregorio IX lo creò cardinale nel concistoro del 18 settembre 1227. Fu legato apostolico in Spagna dal 1229 al 1230 per predicare la crociata contro i Saraceni e v'incontrò Raimondo di Peñafort, domenicano e futuro santo, che lo aiutò nella sua missione. Nel 1230 fu legato presso l'imperatore Federico II insieme al cardinale Tommaso da Capua. Dopo la pace di San Germano rientrò ma fu nuovamente inviato 1234 presso Federico II insieme al cardinale Pietro Capuano iuniore.
Lasciò quattro suoi sermoni e il trattato  Expositio in Cantica canticorum pubblicato a Parigi.

## Genealogia episcopale
La genealogia episcopale è:
- Cardinale Romano Bonaventura
- Cardinale Jean Halgrin d'Abbeville, O.S.B.Clun.